# Arnošt Filip Hohenlohe
Filip Arnošt z Hohenlohe-Schillingfürstu (německy: Philipp Ernst zu Hohenlohe-Schillingsfürst, 5. června 1853 Schillingfürst – 26. prosince 1915 Bad Reichenhall) byl německý aristokrat, kníže a dědičný bavorský princ. Byl vlastníkem poděbradského panství, mecenášem a zakladatelem poděbradských lázní.

## Život

### Mládí
Pocházel ze staré bavorské rodové šlechty. Byl nejstarším synem knížete Chlodwiga zu Hohenlohe-Schillingsfürst, pozdějšího německého kancléře a Marie zu Sayn-Wittgenstein-Sayn. Jako mladík vstoupil do pruské armády. Sloužil u 2. pluku dragounů. V hodnosti nadporučíka však ze služby vystoupil a nadále o vojenské či diplomatické úřady neusiloval. Dne 10. ledna 1882 se ve Vídni oženil s Charicléou Ypsilanti. Charicléa pocházela z řecké aristokratické rodiny. Byla vnučkou bankéře Jiřího Šimona Siny, prvního soukromého vlastníka poděbradského panství. Roku 1883 se manželům měla narodit první dcera Stephanie, zemřela však při porodu. Roku 1885 rodina přesídlila do Poděbrad a usadila se na poděbradském zámku. Roku 1886 manželé zdědili čtvrtinu poděbradského panství, přičemž Filip Arnošt Hohenlohe byl závětí určen jeho správcem. Roku 1903 po matce zdědil značný majetek, díky čemuž mohl vyplatit ostatní vlastníky. Po smrti svého otce se roku 1903 stal knížetem a hlavou rodu.

### Mecenáš a vášnivý nimrod
Poděbrady si manželé oblíbili a žili v nich téměř do konce života, přičemž část jara trávili v Mnichově a léta na cestách po Evropě. Kníže byl velmi společenský člověk a vášnivý nimrod. Rád se stýkal s místní českou společností a zámek se v té době stal centrem společenského života. Na návštěvy a hony kníže zval významné představitele aristokracie, bankéře, nebo vojáky, kteří do města často přijížděli s početným doprovodem. Na hostiny a hony zval také příslušníky místní městské honorace. Na hony chodili ředitel školy Karel Bucek, učitel a později starosta Jan Kvíčala, starosta Vojtěch Orereigner, přednostové okresního hejtmanství a soudu, knihkupec Václav Hoblík, továrník Leopold Dostal, stavitel František Proft a další. Hostin se účastnil například probošt, učitelé a úředníci.
Jako hluboce věřící katolík (společně s manželkou) hodně přispíval na dobročinnost a podporoval místní chudé. Jako patron farních kostelů v Poděbradech a Kovanicích významně přispíval na kostelní nadace. Finančně rovněž podporoval všechny české národní slavnosti pořádané ve městě. Například při přípravách na odhalení Pomníku krále Jiřího z Poděbrad ozdobil zámek jelení a chvojím. Velkou pozornost kníže věnoval honitbám v okolí Poděbrad, kde se v sezóně konaly i tři velké hony týdně. V oboře choval různá neobvyklá zvířata – jeleny sika, antilopy jelení, pštrosy emu, lamy, soby a klokany. Část zvířat uhynula v tuhé zimě a zbylá byla zlikvidována za první světové války.

### Zakladatel lázní
Roku 1904 se kníže rozhodl, že veřejností užívanou studnu na druhém zámeckém nádvoří nechá (kvůli hluku a nepořádku) přemístit na jiné místo. Pruský šlechtic a nadšený proutkař Karl von Bülow určit místo hned vedle brány druhého nádvoří, kde byl roku 1905 k všeobecnému překvapení navrtán silný pramen minerálky Poděbradky. Po prvním pramenu, pojmenovaném Bülow, byl v zámeckém příkopu navrtán druhý pramen Hohenlohe (z něj byla voda vyvedena do kiosku přístupného pro všechny obyvatele města) a v panské dřevnici třetí pramen Charicléa. Poděbradský lékař Bohumil Bouček brzy zjistil, že minerálka má léčivé účinky a přesvědčil knížete k založení poděbradských lázní. Kníže nejprve na zámku vybudoval stáčírnu minerálky a v panské dřevnici (u pramene Charicléa) nechal vystavět lázeňský dům tzv. knížecí lázně. Provoz lázní byl zahájen 5. června 1908.
Už první lázeňské sezóny prokázaly velký potenciál lázní. Kníže se pro lázně velmi nadchl a rozhodl se s pomocí německého kapitálu vystavět velké akciové lázně. Poděbradské obci se však nelíbilo, že by lázně ovládl německý kapitál a kníže kupodivu souhlasil, že lázně městu prodá. Město nebylo nijak zámožné, kníže mu však vyšel vstříc a nabídl velmi velkorysé podmínky. Roku 1910 město za 600 tisíc korun získalo knížecí lázně, pramen Charicléa a polovinu lázeňského parku, přičemž roku 1913 za 295 tisíc korun koupilo zbytek pozemků a budov patřících k lázním.

### Poslední roky
Manželé Hohenlohe prožívali poměrně spokojené manželství. Bohužel obě dcery, které se páru narodily, zemřely v dětství.
- Štěpánka (*/† 23. 9. 1882, Schillingfürst)
- Marie (7. 8. 1886, Poděbrady – 19. 1. 1897, tamtéž), zemřela v lednu 1897 na zánět slepého střeva.[5]

V roce 1911 kněžna Charicléa onemocněla rakovinou a v následujícím roce zemřela v sanatoriu v Mnichově. Kníže Hohenlohe roku 1913 oženil podruhé, tentokrát s varietní zpěvačkou z Mnichova Henriettou Ginorovou. Měli spolu jediného syna:
- Alexandr Maria (19. 3. 1914, Mnichov – 24. 8. 1944, Givors, Rhône), padl během 2. světové války, manž. 1937 Helga Lüth

Protože rodina s morganatickým sňatkem nesouhlasila, musel se Filip Arnošt Hohenlohe vzdát majetku ve prospěch mladšího bratra Moritze z Hohenlohe-Schillingfürstu a nadále dostával pouze rentu. Roku 1914 dostal mrtvici a byl postižen paralýzou. Na počátku roku 1915 zemřel v Bad Reichenhallu. Pohřben byl do rodinné hrobky na zámku v Schillingfürstu. Poděbradští se pohřbu nemohli účastnit, neboť jim kvůli probíhající válce nebyly vydány pasy.

## Připomínky

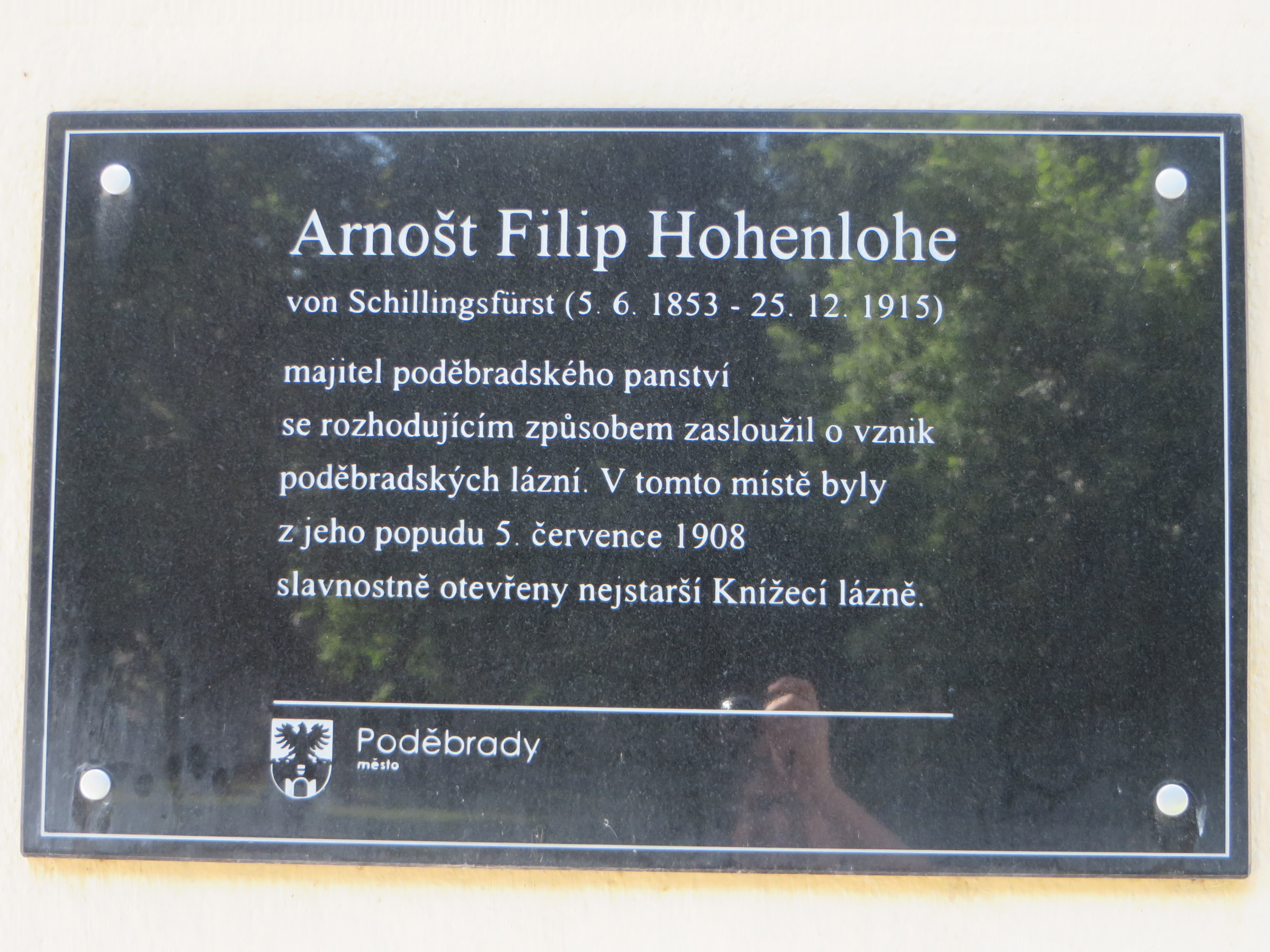
Pamětní deska na nejstarší poděbradské lázeňské budově

Za první republiky město shromáždilo prostředky na stavbu památníku knížeti Hohenlohe, jeho stavba se ale neuskutečnila kvůli změněným politickým a hospodářským poměrům. Zásluhy Filipa Arnošta Hohenlohe na založení poděbradských lázní tak připomíná alespoň pamětní deska umístěná u vchodu do budovy Letních lázní v dnešní Lázeňské ulici.

## Vývod z předků
|                                           |                                                            |  |                                                   |                                                 |  |  |  |  |  |  |  | Karel Albrecht I. |
|                                           |                                                            |  |                                                   |                                                 |  |  |  |  |  |  |  |                   |
|                                           | Karel Albrecht II. z Hohenlohe-Waldenburg-Schillingsfürstu |  |                                                   |                                                 |  |  |  |  |  |  |  |                   |
|                                           |                                                            |  |                                                   |                                                 |  |  |  |  |  |  |  |                   |
|                                           |                                                            |  |                                                   | Žofie Vilemína z Löwenstein-Wertheim-Rochefortu |  |  |  |  |  |  |  |                   |
|                                           |                                                            |  |                                                   |                                                 |  |  |  |  |  |  |  |                   |
|                                           | František Josef V. z Hohenlohe-Schillingsfürstu            |  |                                                   |                                                 |  |  |  |  |  |  |  |                   |
|                                           |                                                            |  |                                                   |                                                 |  |  |  |  |  |  |  |                   |
|                                           |                                                            |  |                                                   | Jan Kazimír Reviczky z Revisnye                 |  |  |  |  |  |  |  |                   |
|                                           |                                                            |  |                                                   |                                                 |  |  |  |  |  |  |  |                   |
|                                           | Judita Anna Reviczká z Revisnye                            |  |                                                   |                                                 |  |  |  |  |  |  |  |                   |
|                                           |                                                            |  |                                                   |                                                 |  |  |  |  |  |  |  |                   |
|                                           |                                                            |  |                                                   | Rozálie Perényiová z Perény                     |  |  |  |  |  |  |  |                   |
|                                           |                                                            |  |                                                   |                                                 |  |  |  |  |  |  |  |                   |
|                                           | Chlodwig zu Hohenlohe-Schillingsfürst                      |  |                                                   |                                                 |  |  |  |  |  |  |  |                   |
|                                           |                                                            |  |                                                   |                                                 |  |  |  |  |  |  |  |                   |
|                                           |                                                            |  |                                                   | Kristián Albrecht z Hohenlohe-Langenburku       |  |  |  |  |  |  |  |                   |
|                                           |                                                            |  |                                                   |                                                 |  |  |  |  |  |  |  |                   |
|                                           | Karel Ludvík Hohenlohe-Langenburský                        |  |                                                   |                                                 |  |  |  |  |  |  |  |                   |
|                                           |                                                            |  |                                                   |                                                 |  |  |  |  |  |  |  |                   |
|                                           |                                                            |  |                                                   | Karolína Stolbersko-Gedernská                   |  |  |  |  |  |  |  |                   |
|                                           |                                                            |  |                                                   |                                                 |  |  |  |  |  |  |  |                   |
|                                           | Konstancie z Hohenlohe-Langenburgu                         |  |                                                   |                                                 |  |  |  |  |  |  |  |                   |
|                                           |                                                            |  |                                                   |                                                 |  |  |  |  |  |  |  |                   |
|                                           |                                                            |  |                                                   | Jan Kristián II. Solmsko-Baruthský              |  |  |  |  |  |  |  |                   |
|                                           |                                                            |  |                                                   |                                                 |  |  |  |  |  |  |  |                   |
|                                           | Amálie Henrietta ze Solms-Baruth                           |  |                                                   |                                                 |  |  |  |  |  |  |  |                   |
|                                           |                                                            |  |                                                   |                                                 |  |  |  |  |  |  |  |                   |
|                                           |                                                            |  |                                                   | Frederika Luisa Žofie Reussová z Köstritz       |  |  |  |  |  |  |  |                   |
|                                           |                                                            |  |                                                   |                                                 |  |  |  |  |  |  |  |                   |
| Filip Arnošt z Hohenlohe-Schillingsfürstu |                                                            |  |                                                   |                                                 |  |  |  |  |  |  |  |                   |
|                                           |                                                            |  |                                                   |                                                 |  |  |  |  |  |  |  |                   |
|                                           |                                                            |  | Kristián Ludvík ze Sayn-Wittgenstein-Ludwigsburgu |                                                 |  |  |  |  |  |  |  |                   |
|                                           |                                                            |  |                                                   |                                                 |  |  |  |  |  |  |  |                   |
|                                           | Ludvík Adolf ze Sayn-Wittgenstein-Berleburgu               |  |                                                   |                                                 |  |  |  |  |  |  |  |                   |
|                                           |                                                            |  |                                                   |                                                 |  |  |  |  |  |  |  |                   |
|                                           |                                                            |  |                                                   | Amálie Ludovika Fincková z Finckensteinu        |  |  |  |  |  |  |  |                   |
|                                           |                                                            |  |                                                   |                                                 |  |  |  |  |  |  |  |                   |
|                                           | Lev Petrovič Vitgenštejn                                   |  |                                                   |                                                 |  |  |  |  |  |  |  |                   |
|                                           |                                                            |  |                                                   |                                                 |  |  |  |  |  |  |  |                   |
|                                           |                                                            |  |                                                   | Stanisław Snarski                               |  |  |  |  |  |  |  |                   |
|                                           |                                                            |  |                                                   |                                                 |  |  |  |  |  |  |  |                   |
|                                           | Antuanetta Snarska                                         |  |                                                   |                                                 |  |  |  |  |  |  |  |                   |
|                                           |                                                            |  |                                                   |                                                 |  |  |  |  |  |  |  |                   |
|                                           |                                                            |  |                                                   | (Maria) Kazimiera Swolinska                     |  |  |  |  |  |  |  |                   |
|                                           |                                                            |  |                                                   |                                                 |  |  |  |  |  |  |  |                   |
|                                           | Marie ze Sayn-Wittgenstein-Berleburgu                      |  |                                                   |                                                 |  |  |  |  |  |  |  |                   |
|                                           |                                                            |  |                                                   |                                                 |  |  |  |  |  |  |  |                   |
|                                           |                                                            |  |                                                   | Hieronim Wincenty Radziwiłł                     |  |  |  |  |  |  |  |                   |
|                                           |                                                            |  |                                                   |                                                 |  |  |  |  |  |  |  |                   |
|                                           | Dominik Hieronim Radziwiłł                                 |  |                                                   |                                                 |  |  |  |  |  |  |  |                   |
|                                           |                                                            |  |                                                   |                                                 |  |  |  |  |  |  |  |                   |
|                                           |                                                            |  |                                                   | Žofie Frederika z Thurn-Taxisu                  |  |  |  |  |  |  |  |                   |
|                                           |                                                            |  |                                                   |                                                 |  |  |  |  |  |  |  |                   |
|                                           | Štěpánka Radziwillová                                      |  |                                                   |                                                 |  |  |  |  |  |  |  |                   |
|                                           |                                                            |  |                                                   |                                                 |  |  |  |  |  |  |  |                   |
|                                           |                                                            |  |                                                   | Ignác Karel Moravský                            |  |  |  |  |  |  |  |                   |
|                                           |                                                            |  |                                                   |                                                 |  |  |  |  |  |  |  |                   |
|                                           | Teofila Radziwiłłová                                       |  |                                                   |                                                 |  |  |  |  |  |  |  |                   |
|                                           |                                                            |  |                                                   |                                                 |  |  |  |  |  |  |  |                   |
|                                           |                                                            |  |                                                   | Anna Jundzill                                   |  |  |  |  |  |  |  |                   |
|                                           |                                                            |  |                                                   |                                                 |  |  |  |  |  |  |  |                   |